# Affaire Éric Dejaeger
Pour un article plus général, voir Abus sexuels dans la congrégation des Oblats de Marie-Immaculée.
L'affaire Éric Dejaeger est une affaire judiciaire mettant en cause le prêtre Éric Dejaeger, missionnaire Oblat de Marie Immaculée, qui a agressé sexuellement et violé des enfants inuits au Nunavut dans le Nord du Canada. Il est condamné à 5 ans de prison en 1990. Puis, pour échapper à de nouvelles accusations, il se réfugie de 1995 à 2011 en Europe.
Expulsé vers le Canada, il est condamné en 2015 à 19 ans de prison. En janvier 2025, il est de nouveau condamné à six ans de prison pour violences sexuelles sur sept enfants inuits. 

## Historique
Né en 1947, Éric Dejaeger est un prêtre catholique de la congrégation religieuse des Oblats de Marie-Immaculée implantée notamment dans le territoire du Nunavut dans le Nord du Canada.
En 1990, Éric Dejaeger est condamné à 5 ans de prison pour le viol de huit enfants.
Quand de nouvelles victimes se font connaitre, Éric Dejaeger se réfugie, en 1995, en Europe pour échapper à la justice canadienne.
Il réside alors en France à Lourdes et en Belgique notamment dans une communauté des pères oblat à Landen dans la province du Brabant flamand.
En janvier 2011, Dejaeger est expulsé de Belgique quand un journaliste belge constate qu'en obtenant la nationalité canadienne en 1977, il avait perdu de fait la nationalité belge. N'ayant pas de visa de séjour, il est expulsé vers le Canada.
En 2015, à Iqaluit, il est condamné à 19 ans de prison pour des agressions sexuelles commises dans les années 1980 sur 22 enfants inuits âgés de 4 à 18 ans entre 1978 et 1982 à Igloolik au Nunavut,.
En 2023, Dejaeger fait face à 8 nouvelles accusations d'agressions sexuelles sur des enfants.
En avril 2024, Dejaeger est libéré sous caution en attendant son prochain procès. Il doit résider dans un établissement surveillé et respecter certaines conditions,.
En janvier 2025, il est condamné, par le tribunal d'Igloolik, à six ans de prison pour violences sexuelles sur sept enfants inuits : six filles et un garçon.